# George London
George London (né George Burnstein) est un baryton-basse canadien, né de parents juifs russes à Montréal le 30 mai 1920 et mort à New York le 24 mars 1985.

## Biographie
En 1935 il s'installe avec sa famille à Los Angeles, où il commence à étudier le chant, et débute en 1942 à Hollywood dans La Traviata de Verdi, sous le nom de George Burnson. Puis il confie ensuite le développement de sa voix pendant 17 années durant à celle qui constituera le socle de sa technique émissive en la personne du professeur de chant Paola Novikova dont la classe de maître est établie à New York, ville dans laquelle il chante également dans des opérettes et des comédies musicales. De 1947 à 1949, il effectue une tournée mondiale avec le ténor Mario Lanza et Frances Yeend (en) dans le Belcanto-trio, avant de connaître la consécration avec son engagement en 1949 par Karl Böhm dans Aïda de Verdi à l'Opéra d'État de Vienne. Il s'impose en 1950 au Festival de Glyndebourne dans Mozart, puis au Festival de Bayreuth en 1951. Dès lors invité sur les plus grandes scènes (Scala de Milan, Covent Garden, Théâtre Bolchoï), il devient dans les années soixante une star à Broadway. Il est le premier chanteur non russe à avoir incarné Boris Godounov au Bolchoï.
L'ampleur particulière et la forte résonance de sa voix de baryton-basse ainsi que son physique viril et avantageux (brun, de haute taille, athlétique) en ont fait l'un des chanteurs les plus recherchés des années 1950 et 60 dans le registre héroïco-tragique. Ainsi, il fut notamment un Amfortas (pour la réouverture de Bayreuth en 1951, sous la direction de Hans Knappertsbusch, avec Martha Mödl et Ludwig Weber), un Wotan (qu'il enregistre avec Georg Solti en 1958 : L'Or du Rhin) et un Boris Godounov parmi les plus admirés.
Mais sa santé vocale commence à se détériorer rapidement pendant la saison 1963-64. Les médecins diagnostiquent une paralysie partielle des cordes vocales. Le problème s'aggravant, en mars 1965, il doit annuler ses apparitions sur scène pour se reposer et tenter vainement de récupérer sa voix. Il interrompt définitivement sa carrière de chanteur en 1967 et se consacre à la mise en scène avec notamment L'Anneau du Nibelung de Wagner à Seattle et San Diego. En 1968, il devient directeur artistique du Kennedy Center de Washington, puis directeur de l'Opera Theater of Southern California. En 1980, en raison de problèmes cardiaques, il cesse toute activité artistique et décède cinq ans plus tard à New-York, d'une crise cardiaque, à l'âge de soixante-quatre ans.
En 1991, il est intronisé, de façon posthume, au Panthéon canadien de l'art lyrique.

## Discographie sélective
- Gustav Mahler : Kindertotenlieder par Otto Klemperer
- Modeste Moussorgski : Boris Godounov par l'Orchestre du théâtre Bolchoï dirigé par Alexandre Melik-Pachaïev
- Mozart : Les Noces de Figaro par l'Orchestre philharmonique de Vienne dirigé par Herbert von Karajan, avec Erich Kunz, Elisabeth Schwarzkopf, Sena Jurinac, 1950 (EMI)
- Richard Strauss : Arabella par l'Orchestre philharmonique de Vienne dirigé par Georg Solti, avec Lisa Della Casa, Otto Edelmann, 1960 (Decca)
- Richard Wagner :
  - Parsifal, par l'Orchestre du Festival de Bayreuth dirigé par Hans Knappertsbusch, avec Wolfgang Windgassen, Martha Mödl, 1951 (Decca), puis avec Hans Hotter, Jess Thomas, Irene Dalis, 1962 (Philips)
  - L'Or du Rhin par l'Orchestre philharmonique de Vienne dirigé par Georg Solti, avec Kirsten Flagstad, Gustav Neidlinger, 1958 (Decca)
  - La Walkyrie par l'Orchestre symphonique de Londres dirigé par Erich Leinsdorf, avec Birgit Nilsson, Jon Vickers, Gré Brouwenstijn, Rita Gorr, 1961 (Decca)
  - Le Vaisseau fantôme, par l'Orchestre de Covent Garden dirigé par Antal Doráti, avec Leonie Rysanek, Giorgio Tozzi, 1962 (Decca)
- Paul Hindemith : When Lilacs Last in the Dooryard Bloom'd (A Requiem for Those We Love)